# Chocolaterie Lammy
Chocolaterie Lammy is een monumentaal pand aan de Markt in de binnenstad van de Nederlandse plaats Venlo. Het pand is een gemeentelijk monument.

## Geschiedenis
In de tweede helft van de 19e of eerste helft van de 20e eeuw werd het pand gebouwd. Daarvoor heeft er een ander pand gestaan met een trapgevel dat op een tekening van Jan de Beijer uit 1741 staat van de Markt in Venlo.

## Bouwwerk
Het pand in neorenaissance-stijl bestaat uit drie bouwlagen met dakverdieping. De benedenverdieping is ingericht als winkel met moderne winkelpui. De eerste en tweede verdieping hebben elk drie rechthoekig vensters met dubbele ramen en bovenlicht. De lateien worden bekroond door natuurstenen versieringen. In de eerste verdieping worden lateien bekroond door een kleine halfronde boog en op de uiteinden pironnen, en in de tweede verdieping heeft elk venster een fronton. Het pand wordt gedekt door een piramidevormig dak.